# Жуковский (фильм)
«Жуко́вский» — советский цветной художественный фильм-биография 1950 года об «отце русской авиации» Н. Е. Жуковском.
 На V Международном кинофестивале в Карловых Варах (1950) картине присуждена премия за выдающуюся режиссуру.

## Сюжет
О жизни и деятельности выдающегося учёного, основоположника современной аэродинамики Николая Егоровича Жуковского. На заре авиации, когда многие авиаторы погибали из-за несовершенства летательных аппаратов, опыты Жуковского казались необычайно рискованными. Но учёный нашёл отважного союзника — военного лётчика Петра Нестерова, впервые в мире выполнившего знаменитую «мёртвую петлю», часто называемой «петлёй Нестерова».
Жуковский заложил основы современной аэродинамики и выполнил расчёты, благодаря которым удалось построить безопасную конструкцию воздухоплавательного аппарата. В беседе Д. И. Менделеева и Жуковского Дмитрий Иванович делится воспоминаниями некоего солдата, который якобы лично наблюдал успешные испытания самолёта Можайского (в фильме показан этот неосуществлённый полёт) и что царское правительство России отказалось вести разработку успешных опытов по полётам аппаратов тяжелее воздуха по причине косности чиновников и полной зависимости от мнения иностранных авторитетов.
В фильме в отрицательном свете представлен образ Д. П. Рябушинского, отношение к которому, как к заметному деятелю русской эмиграции, в официальных кругах СССР было нетерпимым. Несмотря на то, что к этому времени научные заслуги Дмитрия Павловича были признаны мировым научным сообществом (он был избран членом-корреспондентом Парижской академии наук), в фильме он предстает не как учёный, а как корыстный предприниматель. Всячески подчеркивается его некомпетентность: так, в беседе со студентами Н. Е. Жуковский резко и бесцеремонно прерывает любую попытку Д. П. Рябушинского вставить реплику в разговор.

## В ролях
- Юрий Юровский — Николай Жуковский
- Илья Судаков — Дмитрий Менделеев
- Владимир Белокуров — Сергей Чаплыгин
- Владимир Дружников — Пётр Нестеров
- Софья Гиацинтова — Анна Николаевна, мать Жуковского
- Галина Фролова — Верочка, сестра Жуковского
- Олег Фрелих — Александр Григорьевич Столетов, профессор Московского университета
- Александр Хохлов — профессор Московского университета
- Владимир Грибков — профессор Московского университета
- Борис Битюков — Сергей Сергеевич Неждановский, ученик Жуковского
- Анатолий Чемодуров — Александр Рыбаков, ученик Жуковского
- Андрей Пунтус — Голубинский, ученик Жуковского
- Георгий Юматов — Касьянов, ученик Жуковского
- Михаил Названов — Дмитрий Павлович Рябушинский
- Всеволод Аксёнов — Великий князь Александр Михайлович
- Татьяна Барышева — Арина, прислуга Жуковских
- Григорий Шпигель — прохожий с дамой
- Караман Мгеладзе — ученик Жуковского
- Ростислав Плятт — журналист
- Глеб Романов — Неклюдов
- Борис Смирнов — ученик Жуковского
- Всеволод Санаев — эпизод
- Владимир Уральский — служитель
- Лаврентий Масоха — пилот
- Александр Смирнов — адъютант
- Николай Боголюбов — Александр Можайский
- Евгений Моргунов — эпизод
- Георгий Гумилевский — продавец газет (нет в титрах)
- Игорь Безяев — лётчик (нет в титрах)
- Леонид Марков — слушатель (нет в титрах)

## Съёмочная группа
- Автор сценария: Анатолий Гранберг
- Режиссёры: Всеволод Пудовкин, Дмитрий Васильев
- Операторы: Анатолий Головня, Тамара Лобова
- Художники: Арнольд Вайсфельд, А. Гончаров, Василий Ковригин
- Композитор: Виссарион Шебалин
- Звукооператор: Виктор Зорин